# 查尔斯·格施克
查尔斯·马修·“查克”·格施克（英語：Charles Matthew "Chuck" Geschke，1939年9月11日—2021年4月16日），美國商人、計算機科學家，Adobe公司联合创始人，PostScript、PDF格式共同開發者。

## 生平
查尔斯·马修·格施克于1939年9月11日生于美国俄亥俄州克利夫兰，就读于圣依纳爵斯高中。
格施克分别于1962年和1963年获澤維爾大學经典文学学士及数字硕士学位。1963年到1968年在约翰卡罗尔大学教授数学。1972年在卡内基·梅隆大学完成计算机科学博士学位，博士导师为威廉·伍尔夫。曾参与沃尔夫1975年著作《优化编译器的设计》的编写。
1972年10月，格施克供职于施乐旗下的帕罗奥多研究中心，首个接受项目是打造一台大型计算机，之后为施乐Star工作站设计编程语言及开发工具。
1978年，格施克成立帕罗奥多研究中心影像科学实验室（Imaging Sciences Laboratory），专责研究图像学、光学及图像处理学。他聘请约翰·沃诺克与他一起合作开发页面描述语言Interpress，用来描绘与字体一样复杂的格式。然而施乐管理层即使在格施克的说服下，依然不愿意将Interpress投入商用，两人于是离开Xerox自立门户。
1982年，两人在沃诺克的车库成立Adobe公司，名字出自在沃诺克家后面流淌的奥多比溪。Interpress最终演变成PostScript，在苹果公司的计算机中得到应用，成为首个桌面出版系统，允许用户在个人电脑中编写文件，在屏幕上看到和印刷一模一样的效果，这个过程被称为所见即所得。此前，图像设计师在创作时只能使用仅限文本的格式，直至打印出来或点击“打印预览”时才能看到效果。所见即所得形式撰写印刷的文档质量优、速度快，迅速席卷了整个行业，影响了现代的印刷出版行业。
1986年12月到1994年7月，格施克担任Adobe首席运营官，1989年4月到2000年4月升任总裁，2000年搭档沃诺克卸任首席执行官后不久卸任。
1992年5月26日，格施克回加利福尼亚州山景城上班时，被两名持枪歹徒绑架，幸好三天后毫发无损地获释，绑匪也最终被判终身监禁。
2009年，Adobe入选《福布斯》“400大公司榜单”，2010年位列《福布斯》“全球2000”榜第1069位。
2021年4月16日，格施克因癌症在常住地加州洛思阿圖斯病逝，享年81岁。身后留下妻子、三个孩子和七个孙子。

## 荣誉
- 美国国家工程院院士（1995年）
- 计算机协会会士（1999年）[16]
- 计算机历史博物馆奖（2002年）[8]
- 美国电子协会（英语：AeA）大卫·帕卡德成就勋章（英语：David Packard Medal of Achievement）（2006年）
- 电气电子工程师学会计算机学会（英语：IEEE Computer Society）计算机企业家奖（2008年）
- 国家技术创新勋章（英语：National Medal of Technology and Innovation）（2008年）[12][17]
- 美国文理科学院院士（2008年）
- 马可尼学会（英语：Marconi Society）馬可尼獎（2010年）[18]
- 美國哲學會会士（2012年）